# Androulla Vassiliou
Pour les articles homonymes, voir Vassiliou.
Androulla Vassiliou, née le 30 novembre 1943, est une femme politique chypriote, membre des Démocrates unis (ED) et commissaire européenne à l'Éducation du 10 février 2010 au 1er novembre 2014.
Après avoir été Première dame de Chypre de 1988 à 1993, elle est élue députée en 1996 puis 2001 et participe activement à l'harmonisation de la législation chypriote avec le droit communautaire. En 2008, elle est nommée commissaire européenne à la Santé, et occupe ce poste jusqu'à la fin du mandat de la Commission européenne, en 2009. Elle expédie les affaires courantes puis devient en 2010 commissaire européenne à l'Éducation.

## Éléments personnels

### Formation et carrière
Elle étudie le droit à Middle Temple, l'un des quatre centre de formation professionnelle des barrister de Londres, de 1961 à 1964, puis les relations internationales à l'institut des affaires mondiales de Londres jusqu'en 1966. Elle fait ensuite son retour à Chypre et commence à exercer, à partir de 1968, le métier de conseillère juridique pour la banque Standard Chartered. Elle est ensuite recrutée par la Bank of Cyprus.
Elle est choisie en 2002 par le gouvernement chypriote et le comité directeur de la Bank of Cyprus pour occuper la présidence du conseil d'administration du centre chypriote d'oncologie, dont elle démissionne en 2008.

### Première dame
À la suite de l'élection de Giórgos Vasileíou à la présidence de la République en 1988, elle renonce alors à exercer un emploi. Durant les cinq années de mandat présidentiel, elle s'investit dans le domaine social et culturel. Elle est notamment élue présidente de l'association des Nations unies à Chypre, ayant à ce titre présidé diverses conférences sur les droits de l'homme, et à la tête de la Fédération mondiale des associations des Nations unies (WFUNA) en 1991. Son mari n'ayant pas été réélu, elle doit renoncer à son statut en 1993.

### Vie privée
Elle est l'épouse de l'ex-président chypriote Giórgos Vasileíou, qui a également été négociateur en chef de l'adhésion de Chypre à l'Union européenne (UE) de 1998 à 2003. Outre le grec et l'anglais, elle maîtrise le français.

## Parcours politique
En 1996, elle est élue députée à la Chambre des représentants de Chypre, étant la seule parlementaire des Démocrates unis (ED). Réélue cinq ans plus tard, mais battue en 2006, elle a notamment fait partie de la commission parlementaire des Affaires européennes et de la commission parlementaire mixte Chypre-UE. À ce titre, elle participe activement à la mise en conformité de la législation de son pays avec l'acquis communautaire.
Elle est par ailleurs vice-présidente du Parti européen des libéraux, démocrates et réformateurs (ELDR) entre 2001 et 2006.

### Commissaire européenne (2008-2014)
Après la démission de Márkos Kyprianoú de la Commission européenne, elle est choisie en février 2008 pour lui succéder. Androulla Vassiliou prend officiellement ses fonctions de commissaire européenne à la Santé le 3 mars 2008 et obtient le 9 avril suivant la confirmation du Parlement européen par 446 voix contre 7. Elle expédie les affaires courantes à partir du 31 octobre 2009, date de la fin du mandat de la commission Barroso I. Reconduite par le gouvernement de Chypre, elle se voit confier par José Manuel Durão Barroso le portefeuille de l'Éducation, de la Culture, du Multilinguisme et de la Jeunesse et prête serment le 10 février 2010.